# Mario Winans
Mario « Yellowman » Winans né le 29 août 1974 est un chanteur, producteur et auteur-compositeur-interprète américain, principalement actif dans le RnB et le Gospel.

## Biographie
Il est le fils de Vickie Winans, une artiste gospel. En réalité son père s'appelle Bishop Ronald E. Brown, mais Mario prendra le nom de Winans après le second mariage de sa mère avec Marvin Winans, membre du groupe "familial" de gospel The Winans. Mario Winans participera à ses débuts à ce groupe.
Il commence ensuite à apprendre le piano, les claviers et les percussions. Dans sa high school, il commence à produire des groupes locaux de gospel.
Au milieu des années 1990, il signe un accord avec Dallas Austin et son label Rowdy Records.
En 1995, il participe à l'élaboration de quelques morceaux sur l'album éponyme de R. Kelly.
En 1997, Mario Winans sort un premier album, intitulé Story Of My Heart, sur le prestigieux label Motown. Bien que le single Don't Know se classe au Top 50 R&B, l'album passe assez inaperçu.
Mario Winans rejoint ensuite Bad Boy Records, l'écurie de P. Diddy. Sa première apparition sera la production additionnelle (en l'occurrence les percussions) sur le titre Come With Me de P. Diddy & Jimmy Page. Ce titre, qui reprend Kashmir de Led Zeppelin, apparaît sur la bande son du film de 1998, Godzilla.
Il travaille ensuite avec pratiquement tous les artistes du label : Notorious B.I.G. (sur ses nombreux albums posthumes), Lil' Kim, Faith Evans, Loon, Black Rob ou le groupe 112. Il devient assez populaire et commence à travailler avec d'autres artistes tels que les Destiny's Child, Mary J. Blige, Whitney Houston, Jennifer Lopez, ice Cube, Brian McKnight…
En 2002, il coécrit les tubes I Need A Girl (part 1) et participe à I Need A Girl (part 2) qui paraissent sur la compilation du label Bad Boy, We Invented the Remix.
En avril 2004, il sort son second album, Hurt No More, qu'il enregistrait depuis 2001 lorsqu'il ne travaillait pas avec d'autres artistes. L'album contient notamment le single I don't wanna know, qui reprend un sample du titre de 1996 des Fugees, Ready Or Not, lui-même samplé sur le morceau Boadicea de l'artiste irlandaise Enya. Cette dernière est d'ailleurs créditée sur le morceau de Mario Winans, ainsi que P. Diddy (à cette époque sous le nom de Diddy). Le single est un véritable succès à travers le monde : 1er en Allemagne, 1er au Rhythmic top 40 radio Chart et 2e au Billboard Hot 100 et U.S. R&B/Hip-Hop singles chart aux États-Unis et 1er dans de nombreux pays d'Europe.
L'album se classe également très bien : 1er au Billboard R&B/Hip-Hop Albums chart, 2e au Billboard 200 et 3e au classement des albums au Royaume-Uni. Cependant, le second single, Never Really Was, qui sample Papa Don't Preach de Madonna, ne marche pas aussi bien. Un remix sera ensuite réalisé en compagnie de Twista et P. Diddy, sur une musique reprenant un titre de Manu Chao.
Fin 2006, il participe grandement à l'album Press Play de P. Diddy, où il produit notamment le hit Last Night en duo avec Keyshia Cole.
Mario Winans est également membre du collectif de producteurs, The Hitmen, créé par P. Diddy. Certains membres du collectif participent en 2007 à l'album American Gangster de Jay-Z, dont Mario Winans qui coproduit le titre American Dreamin'.

## Carrière musicale
(avril 2017).

### Story of My Heart(1995–1997)
Dans le milieu des années 1990, Mario a signé un contrat de production avec Dallas Austin, Rowdy Records producteurs à travers Tim & Bob. Il a vécu avec le duo dans leur studio maison jusqu'à sa percée est venue en tant que compositeur, musicien chrétien et coproducteur de R.Kelly I Can't Sleep Baby et You Remind Me Of Something de R. Kelly.
Il a également travaillé avec Pebbles et 98 Degrees. Winans sort finalement son premier album Story of My Heart sur Motown en 1997. Alors que la chanson Don't Know atteint le US R&B au top 50, l'album n'a pas le succès espéré. Peu de temps après, Winans a fait équipe avec P.Diddy et Bad Boy, jouer de la batterie sur Come With Me de Diddy et Jimmy Page, basé sur le classique Led Zeppelin chanson"Kashmir de à celui de 1975 album Physical Graffiti.
Au cours des prochaines années Winans amassé une liste d'artiste connu à la production pour les artistes, y compris Bad Boy Diddy, The Notorious B.I.G., Lil' Kim, Faith Evans, Loon, Black Rob et 112. Il a également travaillé avec des artistes remarquables en dehors de Bad Boy, y compris Destiny's Child, Mary J. Blige, Whitney Houston, Jennifer Lopez, Ice Cube, Tamia et Brian McKnight. Winans a coécrit la chanson en 2 parties I Need a Girl avec P. Diddy et est apparu sur I Need A Girl (Part Two) version avec Loon, Ginuwine et Diddy, qui est devenue un enregistrement atteint en 2002.

### Hurt No More(2001–2005)
Winans a enregistré son deuxième album Hurt No More en 2001, 2002 et 2003 entre son emploi du temps occupé à travailler avec d'autres artistes. L'album est basé sur des histoires d'amour et de trahison.
Le premier single I Don't Wanna Know est basé sur un sample des Fugees de 1996 Ready Or Not, qui lui-même était basé sur un sample au ralenti de la piste instrumentale Boadicea de l'album éponyme d'Enya sorti en 1987. Enya et ses représentants se mit en colère depuis Winans ne cherche pas son approbation pour l'échantillon, car il ne savait pas que l'échantillon de Fugees qu'il avait utilisé avait été lui-même un échantillon. Ainsi, un compromis a été trouvé pour créditer le single de Mario Winans avec P. Diddy et Enya. La chanson comporte un rap de P. Diddy programmeurs et de la radio et DJs du club a commencé à jouer de la piste quand il a commencé à apparaître sur des mixtapes. La chanson est sortie en tant que simple au début de 2004 et est devenue un hit dans le monde entier va no 1 à l'Allemagne et à la rythmique top 40 dans le tableau de radio des États-Unis ; no 2 sur le Billboard Hot 100, US R&B/Hip-Hop, et sur les cartes du monde Le téléchargement sur Internet, et au no 3 sur un monde composite R&B Chart (basé sur les charts R&B aux États-Unis, Royaume-Uni, l'Allemagne, la France et l'Australie). Le titre a également atteint le top dix sur un des singles européenne composite.
Hurt No More est sorti le 20 avril 2004 dans les États-Unis et, au début de juin 2004, a atteint no 1 sur le Billboard R&B / Hip-Hop tableau Albums, no 2 sur le Billboard 200, et no 3 sur charts du Royaume-Uni.
Deuxième single de l'album, Never Really Was, sur un échantillon de la orchestrée début de Madonna hit 1986, Papa don't preach, comme sa musique de fond. Toutefois, la chanson n'a pas réussi à tracer en Amérique. Une version remix a été sortie en single avec le rappeur Lil Flip.

### My Purpose(depuis 2006)
Winans est apparu sur l'album de Diddy, Press Play production, écriture et le chant sur Through The Pain (She Told Me) et le single Last Night avec Keyshia Cole. Last Night a été prévu à l'origine pour son propre album, dont il avait apparemment été d'enregistrement pour la libération en 2007, il n'a jamais eu lieu.
Winans a récemment assuré la production exécutive de Diddy Dirty Money nouvel album Last Train To Paris qui a été publié à la fin de 2010 et Trey Songz '2010 single Cannot Be Friends, qui a en tête des charts R'n'B américains pour plus de 10 semaines.
En mai 2011, Winans a déclaré que son troisième album studio intitulé Mon objectif tomberait à l'été 2011.

## Discographie

### Albums
| Année | Album             | Meilleure position | Meilleure position | RIAA Certification                          |
| Année | Album             | États-Unis         | États-Unis R&B     | RIAA Certification                          |
| ----- | ----------------- | ------------------ | ------------------ | ------------------------------------------- |
| 1997  | Story of My Heart | -                  | -                  | Uncertified (148,034 copies sold)           |
| 2004  | Hurt No More      | 2                  | 1                  | Disque de platine (1,300,000 copies vendus) |
| 2011  | My Purpose        | TBA                | TBA                | N/A                                         |

### Singles
| Année | Titre                                          | Meilleure position | Meilleure position | Meilleure position | Album             |
| Année | Titre                                          | États-Unis         | États-Unis R&B     | Royaume-Uni        | Album             |
| ----- | ---------------------------------------------- | ------------------ | ------------------ | ------------------ | ----------------- |
| 1997  | Don't Know                                     | 108                | 48                 | —                  | Story of My Heart |
| 2004  | I Don't Wanna Know (feat. Diddy & Enya)        | 2                  | 2                  | 1                  | Hurt No More      |
| 2004  | Never Really Was (feat. Lil' Flip)             | —                  | 90                 | 44                 | Hurt No More      |
| 2005  | This Is the Thanks I Get (feat. Black Rob)     | —                  | 112                | —                  | Hurt No More      |
| 2010  | Mine (feat. Sahara aka Costi Ioniță et Andrea) | —                  | —                  | —                  |                   |

### En tant qu'artiste invité
| Année | Titre                                                       | Chart positions | Chart positions | Chart positions | Chart positions | Chart positions | Album                        |
| Année | Titre                                                       | États-Unis      | États-Unis R&B  | États-Unis Rap  | Rhythmic Top 40 | Royaume-Uni     | Album                        |
| ----- | ----------------------------------------------------------- | --------------- | --------------- | --------------- | --------------- | --------------- | ---------------------------- |
| 1999  | Best Friends (Diddy featuring Mario Winans)                 | 59              | 3               | 9               | —               | 2               | Forever                      |
| 2002  | I Need a Girl (Part Two) (Diddy feat. Ginuwine, Loon)       | 4               | 2               | 1               | 1               | 4               | We Invented the Remix Vol. 1 |
| 2003  | Down 4 Me (Loon feat. Mario Winans)                         | 103             | 28              | 19              | —               | —               | Loon                         |
| 2003  | Crush on You (Mr. Cheeks feat. Mario Winans)                | —               | 52              | —               | —               | —               | Back Again!                  |
| 2005  | You're the One (Guerilla Black feat. Mario Winans)          | 77              | 43              | 24              | 23              | —               | Guerilla City                |
| 2007  | "Through the Pain (She Told Me)" (Diddy feat. Mario Winans) | —               | 107             | —               | —               | 50              | Press Play                   |
| 2007  | Hey Baby (After the Club) (Ashanti feat. Mario Winans)      | —               | 87              | —               | 40              | —               | The Declaration              |
| 2008  | Forever (Timati feat. Mario Winans)                         | —               | —               | —               | —               | —               | The Boss                     |
| 2009  | Dream (Massiv feat. Mario Winans)                           | —               | —               | —               | —               | —               | Meine Zeit                   |
| 2012  | "I Need A Girl Pt. 3" (Kay One feat. Mario Winans)          | —               | —               | —               | —               | —               | Prince Of Belvedair          |

#### Non-singles
- "Put Ya Arm Around Me" (#16 US, #7 UK)
- "Thanks I Get"
- "Mr Cool" (Tamia ft. Mario Winans)
- "Get Away" (Rick Ross ft. Mario Winans)
- "Ridin" (Belly ft. Mario Winans)
- "Rock the Party" (Benzino ft. Mario Winans)
- "Save Your Love" (Mams Taylor ft. Mario Winans & Stephen Michael)
- "Ever Wonder" (Faith Evans ft. Mario Winans)
- "This One That One" (DJ King SamS ft. Mario Winans & Brisco)

#### Vidéos
- "Don't Know"
- "Don't Know (Remix)" (Featuring: Mase)
- "I Don't Wanna Know" (Featuring: P.Diddy)
- "Never Really Was" (Featuring: Lil' Flip)
- "I Need a Girl Part.II" (Featuring: Ginuwine)
- "You're the One" (guest appearance)
- "Down 4 Me" (guest appearance)
- "Best Friend" (guest appearance)
- "Rock the Party" (guest appearance)
- "Through the Pain (She Told Me)" (guest appearance)
- "Tell Me" (guest appearance with Piero Esteriore)
- "Ridin" (guest appearance)
- "Forever" (guest appearance feat. Timati)
- "Dream" (guest appearance feat. Massiv)
- "Mine" (feat. Sahara)
- "I Need A Girl (Part Three)" (guest appearance feat. Kay One)

### Récompenses et nominations
- Grammy Awards
  - 2005, Best Contemporary R&B Album : Hurt No More (nommé)
- Image Awards
  - 2005, Outstanding New Artist : Hurt No More (nommé)
- MOBO Awards
  - 2004, Best Song : I Don't Wanna Know (nommé)
  - 2004, Best Ringtone : I Don't Wanna Know (gagnant)
- Vibe Awards
  - 2004, R&B Song of the Year : I Don't Wanna Know (nommé)